# Teniente Miguel Guerrero
Miguel Guerrero García (La Colorada, Sonora; 12 de enero de 1891 - San Miguel el Alto, Jalisco; 6 de julio de 1915) fue un militar y revolucionario mexicano que formó parte de la Compañía Fija del Distrito Norte de Baja California quien durante los acontecimientos bélicos de 1911, protegió al pequeño poblado de Tijuana, de alrededor de 300 filibusteros extranjeros invasores, procedentes de California, Estados Unidos, quienes invadieron y atacaron a las poblaciones civiles del norte del territorio, para intentar establecer la República de Baja California.

## Biografía
En 1906, Miguel Guerrero ingresó a la Escuela de Aspirantes del Ejército Federal en Ciudad de México, donde obtuvo el grado de subteniente. Pasó a ser parte de la Compañía Fija del Distrito Norte de Baja California estableciéndose en Ensenada. En 1911 fue comisionado a cuidar la Prefectura de Tijuana. Durante la batalla, fue herido en el estómago por lo que fue trasladado a San Diego, para su recuperación médica.  
Tiempo después, al convertirse en teniente, se unió a lado de los obregonistas en Tepic, Nayarit, obteniendo el grado de coronel. Ahí habría adquirido el apodo "El Tigre de Tijuana". El 6 de julio de 1915, en el centro de San Miguel El Alto, se dio un enfrentamiento entre el ejército de Álvaro Obregón y el de Francisco Villa.  Al percatarse de la muerte de Guerrero, los villistas lo ascendieron de forma póstuma a general; fue velado en dicho poblado y enterrado en San Juan de los Lagos  En 1956, una comitiva buscó los restos de Miguel Guerrero y por lo tanto se llevaron los restos a Tijuana.